# Régis Poulain
Régis Poulain est un bassoniste et pédagogue français né le 13 juillet 1952 à Hamel.

## Biographie
Régis Poulain naît le 13 juillet 1952 dans une famille ouvrière du Nord, troisième enfant d'une nombreuse fratrie. Il est initié au solfège et au saxophone par son père, musicien amateur, et rejoint l'harmonie municipale. Il intègre le conservatoire de Douai, à l'âge de 9 ans, en classe de saxophone et commence l'étude du basson avec Albert Duhau en 1963. Il entre au Conservatoire national supérieur de musique de Paris à l'âge de 17 ans dans la classe de Maurice Allard. 
Après ses cinq années au Conservatoire de Paris, il est engagé en tant que premier soliste, en 1974 à l'âge de 21 ans, à l'Orchestre national Bordeaux Aquitaine dirigé par Roberto Benzi. La même année, il termine finaliste au Concours international d'exécution musicale de Genève, et y obtient la médaille d'argent à l'unanimité. Il est nommé sur concours en janvier 1977 premier basson solo de l'Orchestre national de France, où se déroule sa carrière durant 37 ans jusqu'à son départ en retraite en octobre 2013.
Au cours de ces années, Régis Poulain évolue sous la direction musicale de Lorin Maazel (1977-1991), Charles Dutoit (1991-2001), Kurt Masur (2003-2008) et Daniele Gatti (2008-2013). Il est également dirigé par Leonard Bernstein, Seiji Ozawa, Wolfgang Sawallisch et Riccardo Muti.  
Christian Merlin note dans Au chœur de l'orchestre les problèmes d'audition, liés au grave problème pour les musiciens du déchaînement de décibels de certaines œuvres, rencontrés par Régis Poulain.
Il crée, avec les solistes de l'Orchestre national de France, III Instants fugitifs(1994) pour quintette à vent de Thierry Escaich, commande de Radio France pour les solistes de l'Orchestre dont la première audition est donnée le 10 mai 1996, à la Maison de la Radio par Philippe Pierlot (flûte), Pascal Saumon (hautbois), Roland Simoncini (clarinette), André Gantiez (cor) et Régis Poulain (basson). En mai 2001, il crée aussi la sonate pour basson et piano de Francine Aubin "Invocation aux Quatre Lunes" avec Angeline Pondepeyre (piano).
Il est professeur au conservatoire à rayonnement régional de Rueil-Malmaison d'octobre 1988 à juillet 2017. 

## Discographie
- Octuor de Franz Schubert (1990).
- Sarabande et cortège (1996)[5],[6].
- Impressions d'Espagne (1997).
- Poulenc : Les chemins de l’amour – Musique de chambre (1999)[7].
- Les enregistrements de l'Orchestre national de France[2]